# Remoya aldabraensis
Remoya aldabraensis är en insektsart som beskrevs av Webb 1976. Remoya aldabraensis ingår i släktet Remoya och familjen dvärgstritar. Inga underarter finns listade i Catalogue of Life.